# Regain Records
Regain Records – szwedzka wytwórnia płytowa zlokalizowana w mieście Malmö. Działała w latach 1997–2012.

## Historia
Powstała 1997 roku na gruzach Wrong Again Records, dla której albumy wydawały takie grupy muzyczne jak In Flames, Arch Enemy, Spiritual Beggars oraz Naglfar. Na początku 1997 roku Wrong Again Records zawiesiła działalność, aby tego samego roku powstać mogła Regain Records. Dwa pierwsze wydawnictwa to Deranged – High on Blood oraz Embraced – Amorous Anathema, wydane jeszcze w 1997 roku. W 1999 roku wytwórnia podpisuje kontrakt z black metalową grupa muzyczna Marduk zyskując tym samym uznanie na europejskim rynku muzyki heavymetalowej. Obecnie Regain Records wydaje albumy takich grup jak Danzig, Enthroned, Gorgoroth, Vader, Samael, Dark Funeral czy Overkill.
1 stycznia 2012 roku ukazał się ostatni album nakładem Regain Records pt. Sounds like Hell, Looks like Heaven formacji Mustasch.